# London Borough of Enfield
Der London Borough of Enfield [ˈɛnfiːld] ist der nördlichste Stadtbezirk von London.

## Gliederung in Stadtteile und Wahlbezirke
London Borough of Enfield ist in 25 wards (Wahlbezirke) gegliedert. Die Grenzen der Stadtteile sind nur teilweise mit den Grenzen der Wahlbezirke identisch. Die Abgrenzung Stadtteil/Wohngebiet ist nicht immer eindeutig (Namen von Wohngebieten in der Tabelle kursiv).
Die Namen der zugehörigen Bahnhöfe bzw. Underground-Stationen sind mit * gekennzeichnet.
Der größte Stadtteil im Borough of Enfield ist Edmonton mit insgesamt ca. 80.000 Einwohnern, gefolgt von Southgate und Enfield.
| Ward            | Stadtteile und Wohngebiete                                  | Einwohner 2021 |
| --------------- | ----------------------------------------------------------- | -------------- |
| Arnos Grove*    | New Southgate, Arnos Grove                                  | 8218           |
| Bowes           | Bowes                                                       | 10791          |
| Brimsdown*      | Brimsdown                                                   | 16250          |
| Bullsmoor       | Bullsmoor, Turkey Street*                                   | 11456          |
| Bush Hill Park  | Bush Hill Park                                              | 12707          |
| Carterhatch     | Southbury (Ost), Carterhatch, Enfield Wash                  | 12367          |
| Cockfosters*    | Cockfosters, Hadley Wood*                                   | 9453           |
| Edmonton Green* | Lower Edmonton                                              | 17132          |
| Enfield Lock*   | Enfield Lock, Freezywater, Enfield Island Village           | 17818          |
| Grange Park*    | Grange Park                                                 | 8311           |
| Haselbury       | Haselbury                                                   | 18135          |
| Highfield       | Edmonton, Palmers Green, Firms Farm                         | 9248           |
| Jubilee         | Lower Edmonton                                              | 16545          |
| Lower Edmonton  | Lower Edmonton                                              | 16554          |
| New Southgate*  | New Southgate                                               | 11908          |
| Oakwood*        | Oakwood                                                     | 8747           |
| Palmers Green*  | Palmers Green                                               | 11014          |
| Ponders End*    | Ponders End                                                 | 13679          |
| Ridgeway        | World’s End, Botany Bay                                     | 12533          |
| Southbury*      | Southbury (West)                                            | 15910          |
| Southgate*      | Southgate                                                   | 14515          |
| Town            | Enfield Town*                                               | 12420          |
| Upper Edmonton  | Upper Edmonton, Silver Street*                              | 16724          |
| Whitewebbs      | Crews Hill*, Bulls Cross, Whitewebbs, Clay Hill, Forty Hill | 13844          |
| Winchmore Hill* | Winchmore Hill                                              | 10398          |

## Bevölkerung
Die Bevölkerung setzte sich 2011 zusammen aus 61 % Weißen, 11,2 % Asiaten, 17,2 % Schwarzen und 10,6 % Angehörigen anderer ethnischer Gruppen oder gemischter Abstammung.

## Geschichte

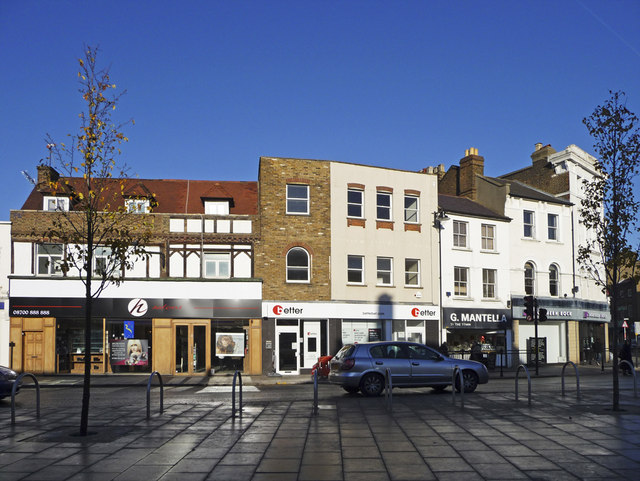
Enfield

Bei der Gründung der Verwaltungsregion Greater London im Jahr 1965 entstand der Borough aus dem Municipal Borough of Southgate, dem Municipal Borough of Enfield und dem Municipal Borough of Edmonton in der Grafschaft Middlesex.

## Wirtschaft
Enfield hat eine lange Geschichte in der Waffenherstellung, vor allem durch die Royal Small Arms Factory. Das Gewehr Lee-Enfield im Kaliber .303 war bis 1957 das Ordonnanzgewehr der Britischen Armee, teilweise wird es heute noch verwendet. Andere Kleinwaffen, die am Ort gefertigt wurden, waren die Maschinengewehre vom Typ Bren und Sten, wobei das „-en“ in den Namen auf die Herstellung in Enfield hinweist.
Auch in der Motorradherstellung hat der Ort mit Royal Enfield eine lange Tradition, die indirekt bis heute weitergeführt wird.
Die ersten halbleitergesteuerten Farbfernseher der Welt wurden von Ferguson in ihrem ehemaligen Werk in Enfield hergestellt. Der erste industriell hergestellt Geschirrspüler wurde in der mittlerweile geschlossenen Hotpoint-Fabrik in Enfield hergestellt.
In der örtlichen Filiale der Barclays Bank wurde im Jahr 1967 der weltweit erste moderne Geldautomat (ATM) in Betrieb genommen.
Ein typisches Fabrikgebäude aus der Zeit des Art déco, das ein Grade II listing aufweist, steht in der Southbury Road. In ihm befand sich die Ripaults Factory; heute befinden sich hier Büros von Travis Perkins.

## Museen und Institutionen
- Museum of Domestic Design and Architecture
- Royal Small Arms Factory

## Städtepartnerschaften
Enfield ist durch Partnerschaften verbunden mit
- Courbevoie (Département Haute-Seine), Frankreich
- Gladbeck (Nordrhein-Westfalen), Deutschland
- Halandri (Region Attika), Griechenland
- Sariyer (Provinz Istanbul), Türkei

## Persönlichkeiten
- Prisca Awiti Alcaraz (* 1996), Judoka
- Gladys Aylward (1902–1970), Missionarin
- Joseph Bazalgette (1819–1891), Tiefbauingenieur
- Dudley Benjafield (1887–1957), Arzt und Autorennfahrer
- Ken Blaiklock (1927–2020), Geodät und Polarforscher
- Alfie Dorrington (* 2005), Fußballspieler
- Charlotte Dujardin (* 1985), Dressurreiterin
- Marcus Edwards (* 1998), Fußballspieler
- Neil Etheridge (* 1990), Fußballtorhüter
- Michael Garrick (1933–2011), Jazzkeyboarder und Komponist
- Anthony Giddens (* 1938), Soziologe
- Robert Grabarz (* 1987), Leichtathlet
- Florence Green (1901–2012), Veteranin des Ersten Weltkriegs
- Laura Haddock (* 1985), Schauspielerin
- Terry Harrison (* 1955), Paläoanthropologe
- Brian Hart (1936–2014), Rennfahrer und Motorenentwickler
- Brian Harvey (* 1974), Sänger
- Desirèe Henry (* 1995), Sprinterin
- Tony Jarrett (* 1968), Leichtathlet
- David Jason (* 1940), Schauspieler
- Ralph Kemplen (1912–2004), Filmeditor
- Neil Kilkenny (* 1985), Fußballspieler
- Dave Murray (* 1956), Gitarrist
- Josh Onomah (* 1997), Fußballspieler
- Reece Oxford (* 1998), Fußballspieler
- Ama Pipi (* 1995), Leichtathletin
- Patsy Rowlands (1931–2005), Schauspielerin
- Jay Simpson (1988), Fußballspieler
- Pete Way (1951–2020), Bassist
- Tony Williams (1941–2021), Musikproduzent
- B. J. Wilson (1947–1990), Rock-Schlagzeuger (Procol Harum)
- Amy Winehouse (1983–2011), Jazzsängerin

## Städtepartnerschaften
Es besteht eine Partnerschaft mit der deutschen Stadt Gladbeck und der österreichischen Stadt Schwechat.